# Тодор Живков
Тодор Христов Живков (Правец, 7. септембар 1911 — Софија, 5. август 1998) био је бугарски политичар, генерални секретар Бугарске комунистичке партије (1954—1989) и председник Државног савета Народне Републике Бугарске (1971—1989).

## Биографија
Рођен је 7. септембра 1911. године у селу Правец, близу Ботевграда. Потиче из сиромашне сељачке породице Марице и Христе Живкова. Основну школу је завршио у родном селу, а шест разреда гимназије у Ботевграду. Године 1929. одлази у Софију, где 1932. завршава средњу полиграфичку школу и запошљава се као словослагач у Државној штампарији у Софији.
Године 1929. постаје члан Савеза бугарске комунистичке омладине (БКМС), а 1932. члан Бугарске комунистичке партије. Био је секретар Другог рејонског комитета БКП у Софији од 1934. до 1935. и секретар Окружног комитета БКП за Софију од 1941. до 1942. године.
Године 1943. постао је члан Штаба Прве оперативне зоне и политички комесар партизанског одреда „Чавдар“. Године 1944. постао је заменик команданта Прве оперативне зоне.
Од септембра до новембра 1944. године био је политички руководилац Народне милиције и трећи секретар ОК БКП за Софију. Јануара 1948. постао је први секретар Градског комитета БКП у Софији и председник Градског комитета Отачаственог фронта. Децембра 1948. године, на Петом конгресу, примљен је у Централни комитет БКП.
У јануару 1951. године постаје секретар ЦК БКП, а у октобру члан Политбироа ЦК БКП. Године 1953. постао је заменик генералног секретара БКП, а на Шестом конгресу, марта 1954. године, изабран је за генералног секретара БКП.
Дана 7. јула 1971. године постао је председник Државног савета Народне републике Бугарске. На тој функцији је остао до новембра 1989. године.
Развијао је индустријализацију и колективизацију пољопривреде, а током '70-их у Бугарској је изграђена нуклеарна електрана.
Са доласком на власт Михаила Горбачова и почетком политичких промена у Совјетском Савезу, Живков је покушао да и у Бугарској покрене неку врсту гласности и перестројке, али му није успело. Новембра 1989. године сишао је с власти, као комунистички вођа с најдужим стажом у Источном блоку.
Јануара 1990. ухапшен је и осуђен на затворску казну коју је служио у кућном притвору. Врховни суд Бугарске га је ослободио 1996. године. Умро је, од упале плућа, 5. августа 1998. године у Софији.

## Одликовања
Тодор Живков је одликован орденима:
- Хероја социјалистичког рада — 1961. године
- Хероја Народне Републике Бугарске — 1971. и 1981. године
- Хероја Совјетског Савеза — 1977. године